# Moritz Adler

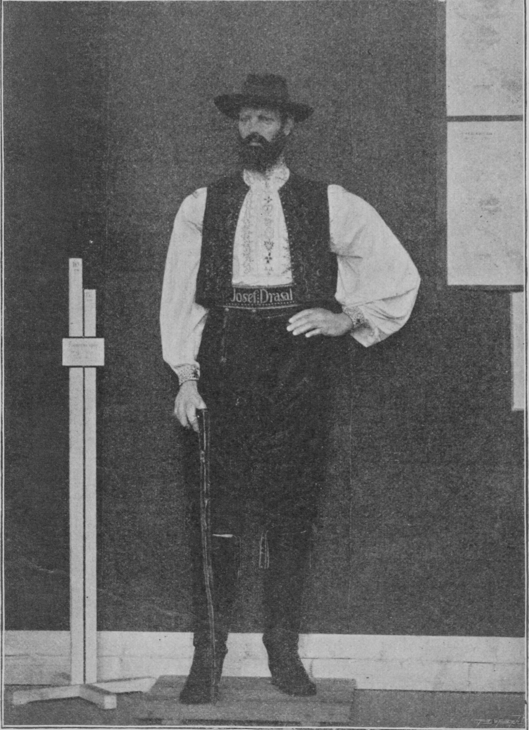
Figurína Josefa Drásala na Národopisné výstavě r. 1895; tyče po straně ukazují průměrnou výšku lidí v té době

Moritz Adler (12. července 1849 Nusle – 29. listopadu 1920 Praha) byl český fotograf se zaměřením na tvorbu portrétů.

## Životopis
Moritz Adler měl asi 10 sourozenců, vyrůstal v Nuslích u Prahy, otec Markus Adler měl chemickou výrobnu. Jako fotografický živnostník zřejmě začínal v Kronstadtu v Sedmihradsku, asi v roce 1870–1871 si zde zřídil fotografický ateliér. Z tohoto ateliéru se dochovaly vizitky. Od roku 1872 začal ateliér fungovat pod názvem "Bratři Adlerové" a od roku 1875 byl hlášen v tomto ateliéru pouze Moritzův bratr Leopold. Leopold Adler se pomalu stal jedním z nejvýznamnějších fotografů jihovýchodní části Rakousko-Uherska, Sedmihradska (součásti dnešního Rumunska), a to díky nejenom portrétní tvorbě ale hlavně místopisnou fotografií. Dle údajů z pražských archivů i další sourozenec, Adolf Adler, byl "fotografem v Sedmihradsku".
Moritz Adler zřejmě roku 1875 ze Sedmihradska odešel a po šest let nemáme žádné záznamy o Adlerově fotografické tvorbě. Pravděpodobně hledal uplatnění jako fotograf v jiných městech. Roku 1881 si zažádal o povolení fotografické živnosti v Praze na Novém Městě, jeho žádosti bylo vyhověno. Nejdříve sídlil v ulici Žitné a časem roku 1883 založil ještě filiálku v ulici Na příkopě. Později, od roku 1890, přesídlil svůj ateliér do Charvátovy ulice naproti Platýzu (předtím zde sídlil fotograf Hassel).
Roku 1891 se v Praze konala Jubilejní výstava a Národopisná výstava roku 1895, na obou se prezentoval s vlastním stánkem. Vydal kabinetky s pohledy z těchto dvou výstav. Později kolem roku 1897 nechal vystavět pobočné závody v Benešově a Karlových Varech, čímž si získal významnou pověst. Z jeho ateliérů zůstaly průměrně kvalitní fotografie, známé jsou signované místopisné a žánrové fotografie a dále světlotisková pohlednice, vydaná vlastním nákladem (Inkanonizace Skrbenského). Adler nebyl jen živnostenský fotograf, byl také aktivní v podnikání (filiálky, prezentace na výstavách, vydavatelská činnost).

## Galerie

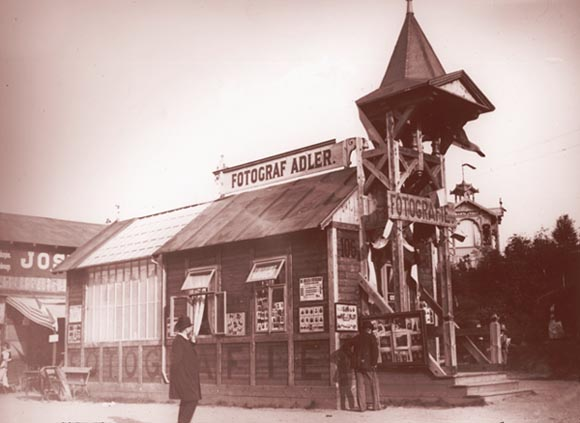
Ateliér M. Adlera na Jubilejní výstavě v Praze roku 1891
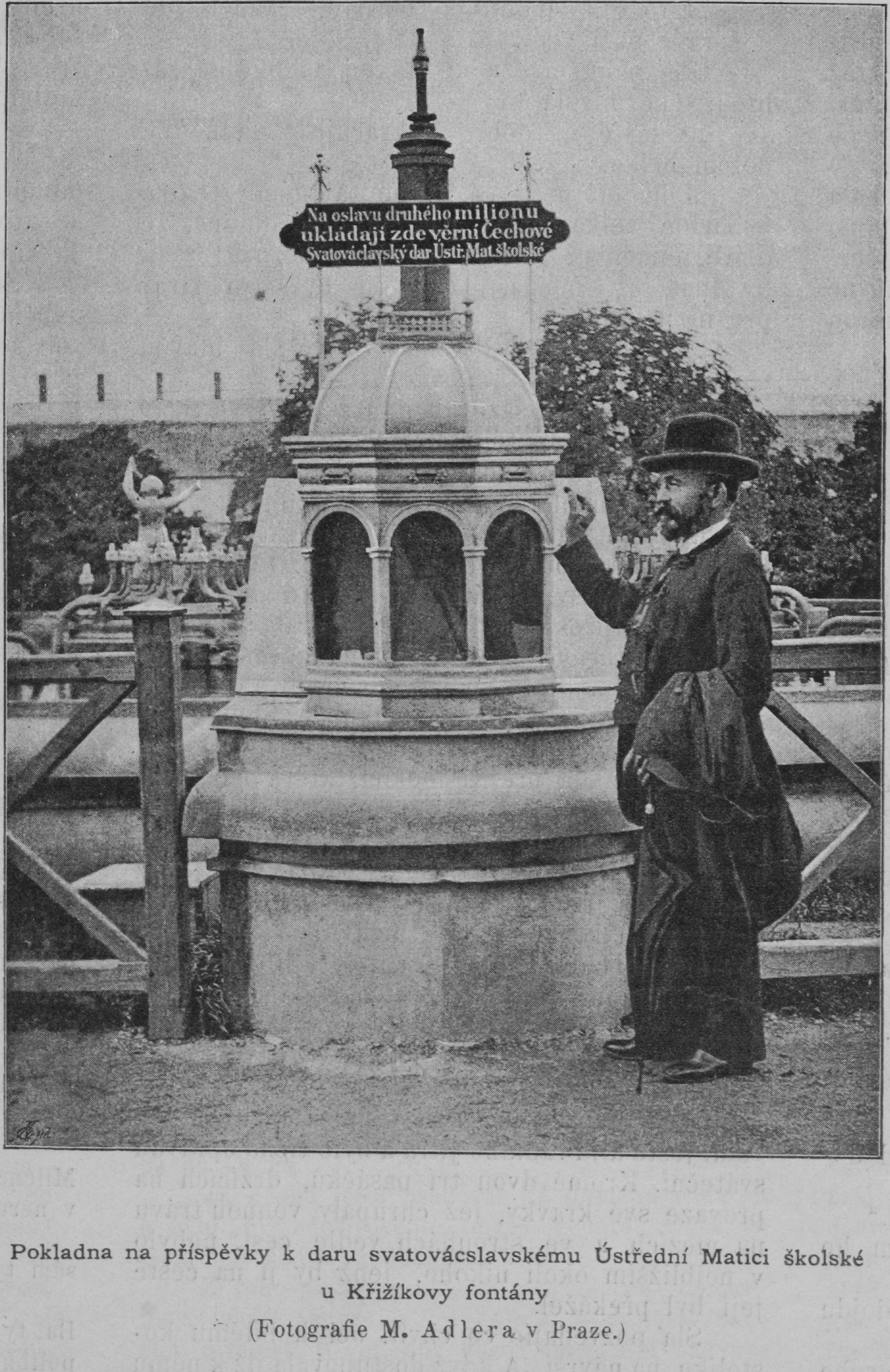
Sbírková pokladna Ústřední matice školské na akademické půdě v české jazykové škole na výroční výstavě v Praze 1891
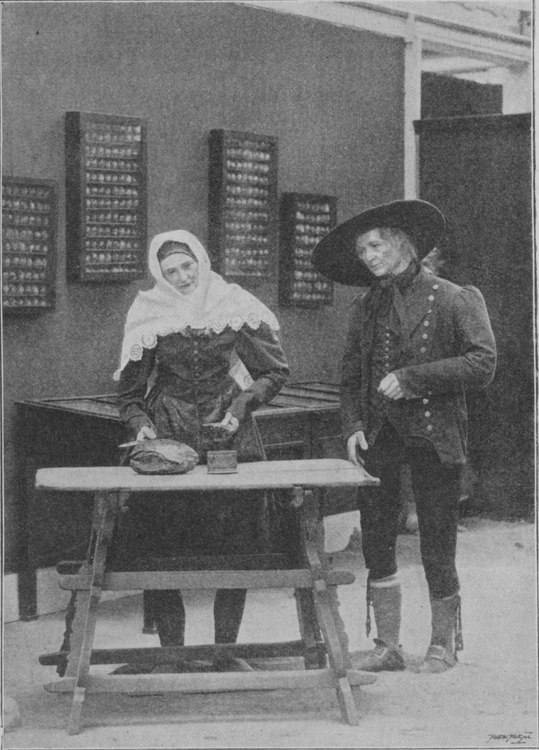
Starší pár z obce Troubsko vítá hosty chlebem a solí – model zobrazený na etnografické výstavě v Praze v roce 1895
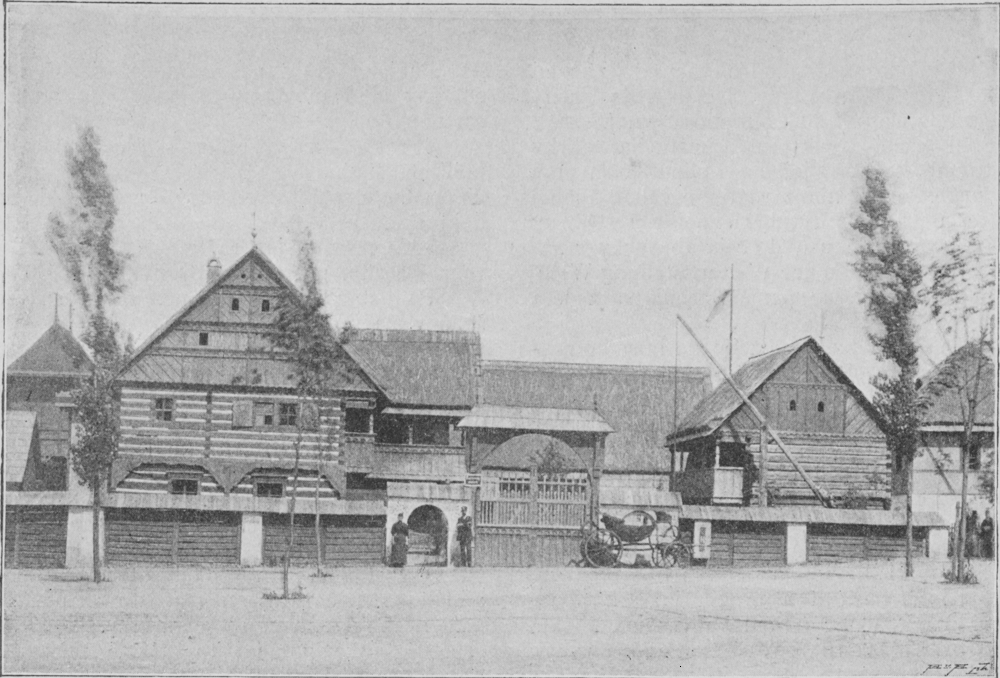
Vesnický statek z okolí Jizery vystaven na etnografické výstavě v Praze v roce 1895
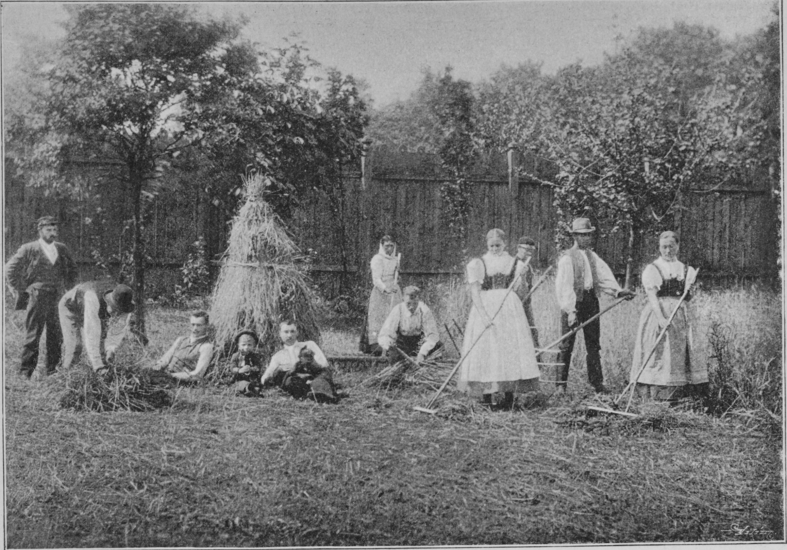
Žně - model zobrazený na etnografické výstavě v Praze v roce 1895